# Súng trường tấn công

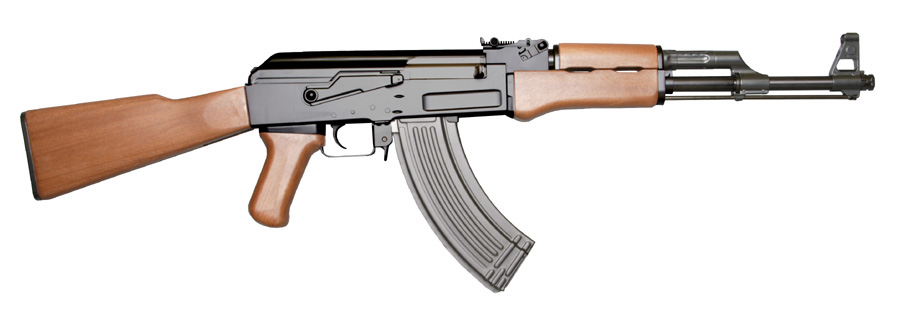
Khẩu AK-47 của Liên Xô và Nga

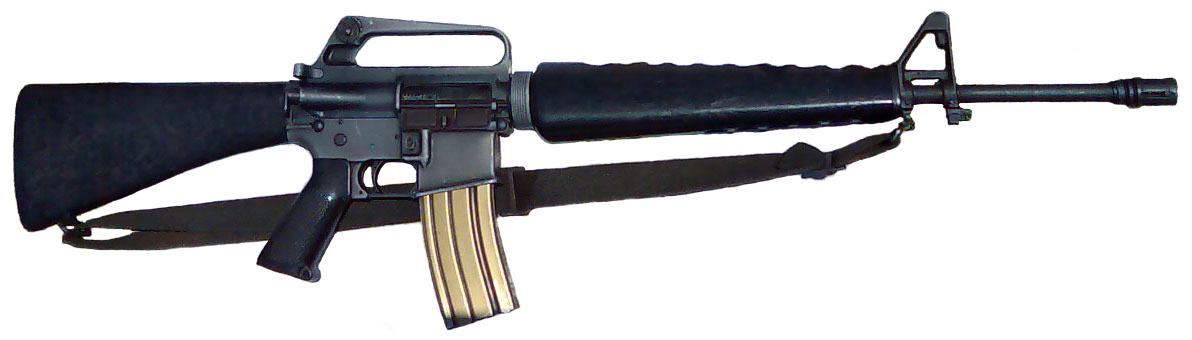
Khẩu M16A1 của Hoa Kỳ

Súng trường tấn công hay súng trường xung kích là một thuật ngữ tương đương assault rifle, dùng để chỉ loại súng trường có thể bắn được theo nhiều chế độ bắn khác nhau (tối thiểu nhất là bán tự động và tự động. Ngoài ra còn có điểm xạ 2 phát một, 3 phát một,...), sử dụng loại đạn trung gian (7.62x39mm của Liên Xô/Nga và khối XHCN nói chung hay 5.56x45mm của NATO). Đây là phân loại súng đã được hình thành định nghĩa lần đầu tiên tại Nga trong chiến tranh thế giới thứ nhất với khẩu Fyodorov sử dụng đạn 6.5x50mm Arisaka mà Nga đặt mua với số lượng hàng triệu viên từ Nhật.
Điểm để phân loại giữa súng trường công kích và súng trung liên là súng trung liên có khả năng bắn nhiều và lâu hơn thường dùng để hỗ trợ bộ binh trong các trận chiến vì thế nó nặng hơn nên thường có chân chống hình chữ V. Điểm để phân loại giữa súng trường công kích và súng ngắn liên thanh (SMG hay PP) là súng ngắn liên thanh sử dụng đạn súng ngắn trong khi súng trường công kích sử dụng đạn súng trường. Thuật ngữ súng tiểu liên trong tiếng Việt bao gồm cả súng trường công kích lẫn SMG/PP: "Tiểu liên thường có cự li bắn hiệu quả từ 200 m (Sten) đến 400 m (AK - 47). Có loại có thể bắn xa đến 1.000 m (AK, M16, vv.)."
Dòng Súng trường tự động Kalashnikov (AK) là ví dụ điển hình nhất cho súng loại này khi nó được sử dụng bởi rất nhiều nước khác nhau trên khắp thế giới. Ngoài AK thì còn có M16, M4 Carbine, FAMAS, G36, FN F2000, Steyr AUG, QBZ-95, Howa Shiki 89, HK416, FN SCAR,...

## Lịch sử

### Thay đổi cách chiến đấu trên chiến trường
Trong thời cổ đại lính giáp nhẹ sẽ chiến đấu phân tán vì nhẹ nên họ có độ cơ động rất cao có thể xé nhỏ quân đối phương với chiến thuật đánh và chạy, còn lính giáp nặng sẽ chiến đấu theo đội hình vì trọng lượng cao khiến họ thông thể di chuyển nhanh cũng như chiến đấu không hiệu quả khi đi riêng lẻ nhưng khi tập hợp lại thành một đội hình thì khả năng phòng thủ và tác chiến của họ sẽ cao hơn rất nhiều. Việc này vẫn còn duy trì cho đến thời kỳ đầu của thời đại súng đạn với súng hỏa mai và lưỡi lê thay thế cho gươm và giáo. Vì các loại súng đời đầu này khi bắn sẽ tạo ra một làn khói đặc nên việc phân biệt địch ta để bắn là điều cần thiết nên mỗi nước đã may quân phục với màu sắc sặc sỡ khác nhau (Đức là xanh dương, Nga là xanh lá, Anh là đỏ, Pháp là trắng...). Súng hỏa mai có tầm bắn hiệu quả khá ngắn từ 50 đến 100 m và nạp đạn rất chậm vì thế nên chiến thuật xếp đội hình theo hàng và cùng bắn một lúc sẽ tăng xác suất bắn trúng cũng như tăng hỏa lực lên nhiều lần. Khi bị kỵ binh tấn công thì bộ binh sẽ xếp thành hình vuông và chỉa lưỡi lê ra ngoài khi đó kỵ binh sẽ khó mà tấn công được vào đội hình này trừ khi nó có kẻ hở và từ trong đội hình vuông bộ binh vẫn có thể bắn vào kỵ binh.
Khi súng hỏa mai có rãnh xoắn xuất hiện vào giữa thế kỷ 19 thì tầm bắn của nó tăng lên nhiều lần nên chiến thuật xếp đội hình theo hàng khi xưa sẽ có kết quả là thương vong cực cao cho cả hai bên. Nên chiến thuật mới là đánh xé lẻ trong những trận đụng độ ngắn có hiệu quả hơn nhưng chiến thuật này nhấn mạnh đến sức mạnh, độ tin cậy, độ chính xác cũng như tốc độ bắn của súng. Các đội kỵ binh đã sử dụng chiến thuật này cùng với các khẩu súng trường nạp đạn từ phía sau (loại súng này có thể nạp đạn dễ dàng và nhanh cũng như kỵ binh di chuyển nhanh gây khó khăn cho việc nhắm bắn của đối phương).
Sau nội chiến Hoa Kỳ các phát triển tiếp theo như súng trường có băng đạn, súng máy, pháo đã kết thúc chiến thuật dùng đội hình trong chiến tranh thế giới thứ nhất. Quân đội không còn giáp mặt nhau trên một chiến trường rộng và mở. Những khẩu súng trường sử dụng khóa nòng trượt có sức mạnh gấp ba lần súng hỏa mai và sử dụng thuốc súng không khói đã khiến nó trở nên không thích hợp cho việc chiến đấu tầm gần. Các nhà lãnh đạo quân sự và những nhà chế tạo vũ khí đã nắm bắt nhu cầu về một loại vũ khí cho thời đại mới.

### Những năm 1900-1930

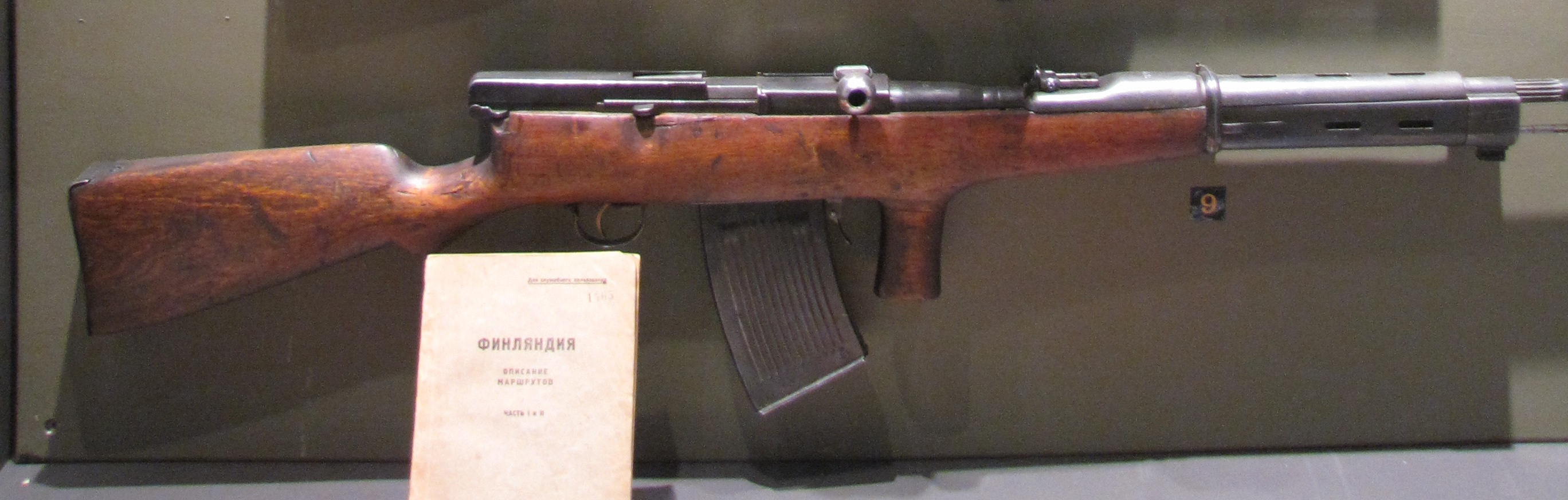
Khẩu Fedorov Avtomat

Amerigo Cei-Rigotti đã thiết kế một loại súng có khả năng của một khẩu súng trường công kích vào khoảng 1890-1900. Nó đã được thử nghiệm nhưng chưa bao giờ được mang ra sử dụng. Loại súng trường công kích đầu tiên được mang ra sử dụng chiến đấu là khẩu Fedorov Avtomat của Nga nó xuất hiện vào năm 1915 sử dụng loại đạn súng trường 6,5×50mm Arisaka Nhật Bản. Loại đạn này cũng giống như loại đạn 6,5x52mm Mannlicher-Carcano mà khẩu Cei-Rigotti từng sử dụng, chúng có sức sát thương cũng như sức giật khá thấp. Fedorov Avtomat đã được mang ra tác chiến với số lượng khoảng 3.200 khẩu. Vì một lý do nào đó các khẩu này đã được quân đội Nga và Liên Xô ưa chuộng nên chúng đã được thấy sử dụng cho đến tận chiến tranh thế giới thứ hai. Trọng lượng của toàn bộ khẩu súng này và đạn dược mà một binh lính phải mang theo chỉ khoảng dưới 5,5 kg.
Trong chiến tranh thế giới thứ nhất khẩu LMG Chauchat của Pháp đã cho ý tưởng về cấu trúc của súng trường công kích sau này. Nó có các đặc điểm của một khẩu súng trường công kích hiện đại đó là có thể bắn với chế độ từng viên hay tự động, có băng đạn rời và có tay cầm bắn. So sánh với các loại súng máy cùng thời khác thì Chauchat tương đối nhẹ (9 kg) nhưng nó vẫn quá cồng kềnh để có thể chiến đấu trong khu vực hẹp như các dãy chiến hào và độ giật khủng khiếp của nó khi bắn ở chế độ tự động vì nó sử dụng loại đạn súng trường sử dụng thuốc súng rất mạnh, như là 8 mm Lebel (8x50mmR) sử dụng ở khẩu Lebel 1886 của Pháp hay 7,62×63mm (.30-06 Springfield) sử dụng ở khẩu M1903 của Hoa Kỳ với một số loại đạn khác như 7.92 mm và 7.65 mm.
Ribeyrolle 1918 có thể là một trong các loại súng đầu tiên được chế tạo tập hợp các tiêu chuẩn của súng trường công kích, sử dụng loại đạn .351 Winchester nhưng cũng có thể sử dụng loại đạn 8 mm Lebel. Loại súng này được giới thiệu cho bộ phận kỹ thuật quân đội vào năm 1918 với tên là Carabine Mitrailleuse. Nhưng nó đã bị từ chối hoàn toàn năm 1921 sau khi các cuộc thử nghiệm cho thấy độ chính xác của loại súng này quá kém (dưới 400m tỷ lệ đạn bắn lệch ra ngoài bia vẫn rất cao).
Khẩu M1918 Browning do nhà thiết kế John Browning thiết kế cho quân đội Hoa Kỳ là một trong những ví dụ điển hình của súng trường tiến công của Thế chiến 1 (giống khẩu Fyodorov của Nga). Ở phía bên trái khẩu súng có một cái khóa để chọn chế độ bắn (Đưa khóa về chữ F nghĩa là bắn bán tự động (Fire), còn đưa về chữ A là tự động (Automatic)). Thế nhưng, do súng khá nặng (Khẩu BAR nặng tới 7.9 kg khi chưa nạp đạn, còn nạp đầy đạn thì nó nặng tới hơn 9 kg). Thêm nữa, súng lại không có tay cầm, loại đạn súng sử dụng là.30-06 của khẩu M1903 Springfield (Sau năm 1954 thì Mỹ chuyển đổi cỡ đạn cho khẩu BAR từ.30-06 sang 7.62x51mm NATO) nên sức giật của súng cũng khá mạnh. Chính vì những nhược điểm trên, bước sang Thế chiến 2, quân đội Mỹ đã chuyển đổi khẩu BAR thành một khẩu trung liên với một cặp chân chống chữ V ở đầu nòng.
Trong chiến tranh thế giới thứ nhất các loại súng tiểu liên cũng đã xuất hiện và tham gia chiến đấu như Villar Perosa, Beretta M1918 và MP 18. Loại súng này có rất nhiều điểm giống với các khẩu súng trường công kích nhưng khác là chúng sử dụng đạn súng ngắn như loại 9×19mm Parabellum. Khẩu tiểu liên Thompson từng được bố đẻ của nó là tướng John Taliaferro Thompson thiết kế để sử dụng đạn súng trường (đạn.30-06). Tuy nhiên, do chốt Blish của súng không chịu được phản lực sinh ra của đạn.30-06 sinh ra sau mỗi phát bắn nên ông Thompson đã chuyển sang sử dụng loại đạn 11,43×23mm (.45 ACP) của khẩu M1911. Các khẩu súng này đã là một bước tiến quan trọng để tạo ra các loại súng trường công kích sau này.

### Những năm 1930
Việc phát triển các loại đạn súng trường có độ dài trung bình là do yêu cầu về tính năng của đạn dược. Súng tiểu liên sử dụng đạn súng ngắn nên tầm bắn hiệu quả của loại súng này khá ngắn. Ngược lại những viên đạn súng trường cỡ lớn có thể bắn với tầm chính xác khá xa nhưng lại quá mạnh so với các loại súng cùng thời nên khó bắn liên tiếp, muốn bắn được chúng thì phải sử dụng những loại súng lớn, cồng kềnh, nặng và khó kiểm soát khi bắn vì độ giật rất cao. Chi phí thiết kế và sản xuất loại súng này cũng khá cao. Trong một nỗ lực để sử dụng được loại đạn độ dài trung bình cho một khẩu súng trường công kích, công ty vũ khí của Ý là Beretta đã tạo ra khẩu MAB 38 (Moschetto Automatico Beretta 1938). MAB 38 sử dụng loại đạn Fiocchi 9M38, một loại đạn mạnh trong dòng đạn súng ngắn 9×19mm Parabellum nó có thể bắn hiệu quả trong phạm vi 200m.
Năm 1942 Hoa Kỳ đã giới thiệu khẩu M1 Carbine sử dụng loại đạn 7,62×33mm (.30 Carbine). Mặc dù ban đầu có dự định là sẽ thêm khả năng chọn chế độ bắn cho M1 nhưng kế hoạch này đã không thể thực hiện được cho phiên bản đầu của loại súng này. Sau chiến tranh khả năng chọn chế độ bắn mới được thêm vào cho hai phiên bản M2 và M3. Loại súng này có tầm bắn xa và chính xác hơn nhiều so với các khẩu tiểu liên nhưng không mạnh bằng những khẩu súng trường sử dụng cỡ đạn lớn. Vì một lý do tình cờ loại đạn 7.62x33mm lại có độ dài giống với 7.92x33mm Kurz loại đạn đã được sử dụng trong các khẩu súng trường công kích đầu tiên của Đức. Điều này đã dẫn đến việc xem sự phát triển của các loại đạn độ dài trung bình này là tự nhiên theo sự phát triển của vũ khí bộ binh cùng cách tác chiến của họ.
Ban đầu ý tưởng về những khẩu carbine là một loại súng rẻ tiền, nhẹ dùng để cung cấp cho lực lượng hậu cần (những người lái xe tải, các đội lái xe tăng, đầu bếp...) nhưng kết quả là nó còn mắc hơn cả khẩu M1911 hay M1 Garand. Dòng M1 đã được nhận thấy rằng nó rất hợp cho việc chiến đấu tầm gần và nó đã được sử dụng nhiều cho việc này sau đó. Các khẩu M1 carbine đã được quân đội Hoa Kỳ sử dụng cho đến những năm 1960 khi nó bị thay thế bằng khẩu M16, nhưng nó vẫn được sử dụng trong một cách hạn chế trong việc huấn luyện Hải quân, Không quân, cảnh sát biển cũng như các ngành khác cho đến những năm 1980.
Những năm 1930 cũng là lúc mà Đức đã tiến hành chương trình Maschinenkarabiner để chế tạo ra các khẩu súng trường công kích thực thụ và kết quả là việc tạo ra mẫu thử nghiệm Maschinenkarabiner M35 nhưng nó chưa bao giờ được mang ra chiến đấu.

### Những năm 1940 đầu những năm 1950

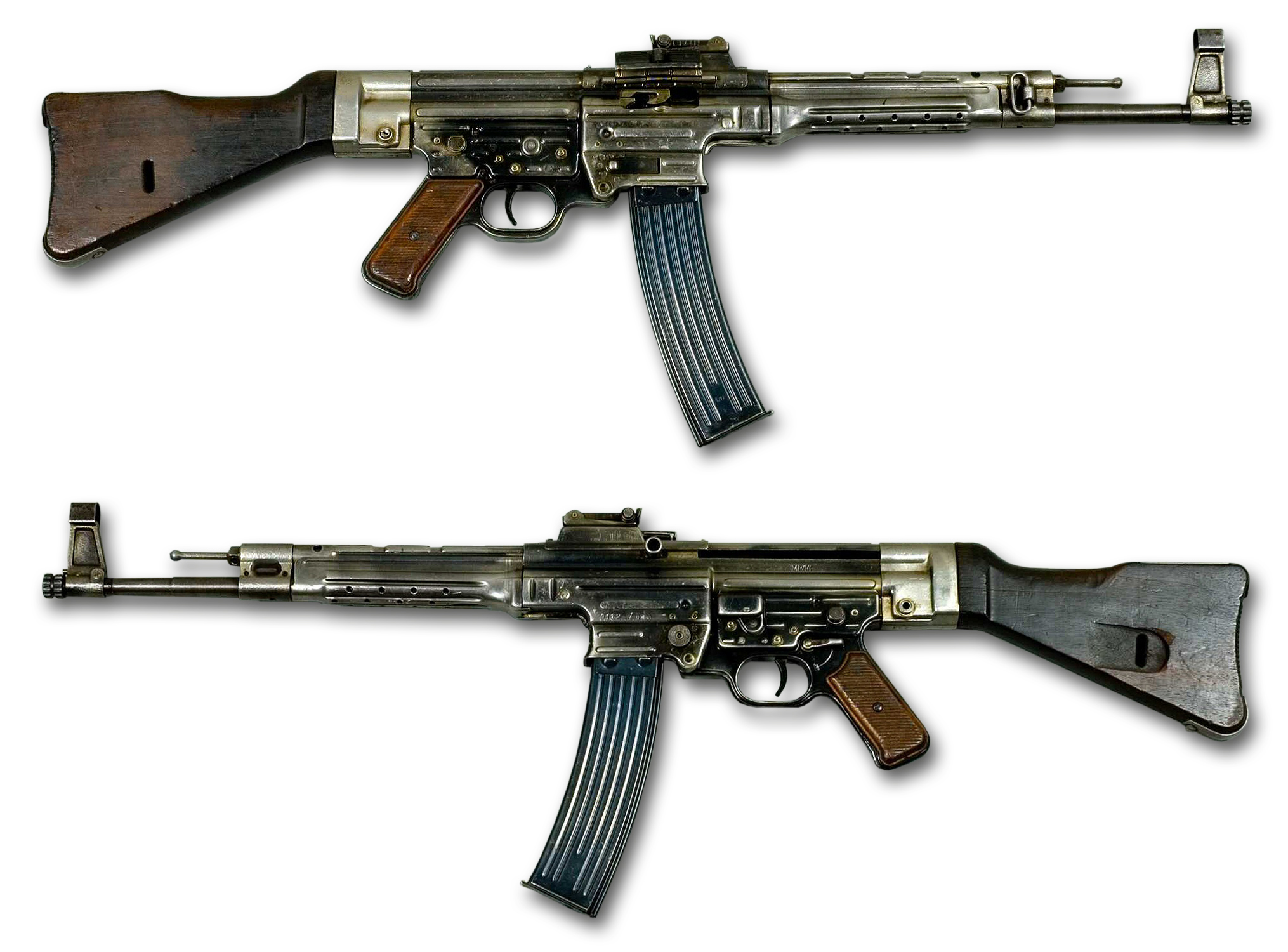
Khẩu StG44 của Đức

Đức với Hiệp ước Versailles đã phải giới hạn lực lượng quân đội chuyên nghiệp của mình xuống khoảng còn 100.000 quân tập hợp nhiều binh lính phục vụ lâu năm trong quân đội cũng như bị cấm sở hữu xe tăng hay máy bay quân sự. Điều này đã thúc đẩy ý chí để tạo ra các loại vũ khí có chất lượng cao công đoạn chế tạo và chi phí thấp với hiệu quả tác chiến cao theo phương châm chất lượng bù số lượng. Các học thuyết quân sự đã ra đời cùng và dựa theo khả năng tác chiến của Universal maschinengewehr. Universal maschinengewehr có tốc độ bắn cao đòi hỏi ít người để có thể tác chiến hiệu quả với tầm bắn xa có thể cố thủ một vùng rộng lớn. Quân địch gần như không có thời gian để có thể tránh các loạt đạn liên tiếp và nhanh nhắm vào mình để tìm chỗ ẩn nấp. Việc chiến đấu tầm gần sẽ được giao cho các đội quân được trang bị các súng tiểu liên với độ tin cậy, tốc độ bắn rất cao họ có thể bắn mà không cần nhắm. Chiến thuật này có tên là "Hutier" đây là kết tinh của các chiến thuật mà Đức đã đúc kết được từ chiến tranh thế giới thứ nhất.
Đức cũng giống như nhiều nước khác đã nắm bắt được nhu cầu về các loại súng trường dành cho bộ binh từ thế chiến thứ nhất, cũng như các nhà máy của họ ché tạo ra nhiều loại đạn khác nhau không đúng với tiêu chuẩn cũ nên cũng chẳng có lý do gì để giữ lại các khẩu súng trường cũ. Loại đạn mới là 7.92x30 mm Kurz đã được nghiên cứu và thử nghiệm, kết quả là loại đạn 7.92x33mm Kurz đã ra đời năm 1941 và sau đó nó được nâng cấp thêm vài lần nữa. Loại đạn 7.92x33mm của Đức chỉ đơn giàn là trùng kích cỡ với loại 7.62x33mm của Hoa Kỳ còn ngoài ra không có bất cứ sự liên quan nào kể cả các vấn đề nảy sinh hay cách hoạt động. Loại đạn 7.92x33mm sử dụng đầu đạn của loại đạn 7.92x57mm Mauser với cùng đường kính.
Vào năm 1942 hãng sản xuất vũ khí Walther đã chế tạo khẩu Maschinenkarabiner với tên MKb42(W). Cùng năm đó Hugo Schmeisser cũng đã thiết kế khẩu MKb42(H). Rheinmetall-Borsig cũng đã giới thiệu khẩu Fallschirmjägergewehr 42 (FG 42) của mình nhưng nó hơi khác với các loại súng trường công kích đó là nó sử dụng loại đạn súng trường mạnh chứ không sử dụng loại đạn có độ dài trung bình. Trong cuộc chiến MKb42(H) đã chứng minh rằng nó tốt hơn hai loại còn lại. Schmeisser đã phát triển nó thành MP43, sau đó MP43/1, và cuối cùng là MP-44, một số gọi nó là StG 44). Nó đã ngay lập tức được sản xuất đại trà. Từ hơn 5.000 khẩu vào tháng 2 năm 1944 lên 55.000 khẩu vào tháng 11 cùng năm. MP-44 chưa thực sự là súng trường tấn công, loại đạn 7.92x33mm của nó chỉ cho tầm bắn hiệu quả khoảng 300 mét, nhưng dù sao ý tưởng của nó là tương tự với súng trường tấn công (1 loại súng bắn liên thanh có tầm bắn xa hơn súng ngắn liên thanh)
Khi gần kết thúc chiến tranh Mikhail Kalashnikov đã thiết kế khẩu AK-47 nó có cách hoạt động rất khác với StG-44 của Đức. AK-47 sử dụng loại đạn 7,62×39mm vốn được Simonov thiết kế năm 1945 và sản xuất rất nhiều cho các khẩu SKS. Loại súng này đã trở nên rất nổi tiếng và phổ biến vì độ đáng tin cậy của nó. Có những ý kiến nói rằng Kalashnikov đã lấy nền tảng từ khẩu StG44 để phát triển AK-47, nhưng nhiều nhà sử học đã bác bỏ ý kiến này, họ chỉ ra rằng Kalashnikov đã tiến hành thiết kế AK-47 từ năm 1943 (tức là trước khi StG-44 ra đời) do ông bị ấn tượng về những khẩu súng tiểu liên có thể bắn tự động, tốc độ bắn nhanh mà không cần tốn thời gian lên đạn.
Mauser cũng đã phát triển vài mẫu súng trường công kích 45 (StG 45(M)). Bắt đầu với Gerät 06 sử dụng hệ thống nạp đạn bằng phản lực bắn có con lăn hãm một cơ chế có nguồn gốc từ hệ thống khóa bằng con lăn sử dụng trong súng máy MG42, nhưng với một nòng cố định cùng hệ thống trích khí. Khi chú ý đến tỷ lệ và số lượng máy móc của súng các nhà thiết kế đã quyết định bỏ hệ thống trích khí. Kết quả của việc phát triển này là khẩu Gerät 06(H) đã được Wehrmacht thông qua với tên StG45.

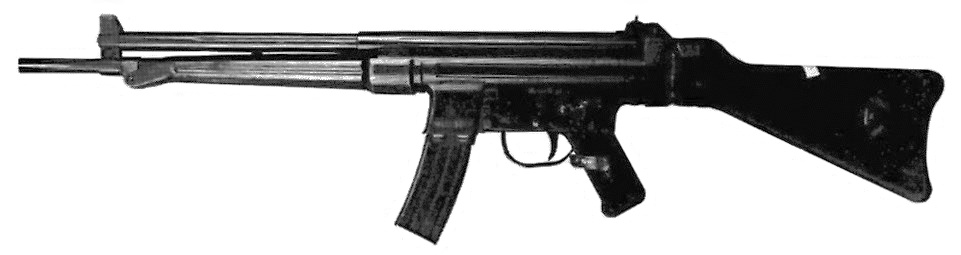
Khẩu súng trường công kích 45 còn gọi là CEAM Modèle 1950.

Các kỹ thuật gia người Đức đã tiếp tục phát triển súng trường công kích 45 ở Pháp tại Centre d'Études et d'Armement de Mulhouse (CEAM). Cơ chế hoạt động của StG45 đã được thay đổi bởi Ludwig Vorgrimler và Theodor Löffler tại Mulhouse vào khoảng từ 1946 đến 1949. Có ba mẫu phát triển đã được chế tạo sử dụng các loại đạn 7,62×33mm (.30 Carbine), 7,92x33mm Kurz và loại đạn 7,65x35mm phát triển bởi Cartoucherie de Valence giới thiệu năm 1948. Loại đạn 7,5x38mm sử dụng lõi đạn bằng nhôm đã bị bỏ. Khi chiến tranh Đông Dương nổ ra Pháp đã ngừng việc thông qua các chương trình vũ khí mới. Vorgrimler đã chuyển đến Tây Ban Nha và tiến hành sản xuất các khẩu CETME Modelo A,B và C tiền thân của khẩu Heckler & Koch G3 và súng tiểu liên MP5.

### Những năm 1950 đến 1960
Sau khi kết thúc chiến tranh thế giới thứ hai quân đội các nước đã nghiên cứu về những vấn đề đã xảy ra trong cuộc chiến cũng như cách chiến đấu. Vài thứ được tìm ra đã mang áp dụng ngay cho thiết kế các loại vũ khí. Hầu hết việc nghiên cứu cho thấy rằng thương vong do bắn nhau hầu hết xảy ra trong phạm vi hẹp. Vì thế tầm bắn xa và chính xác của những khẩu súng trường bình thường nói chính xác ra là lãng phí. Các việc nghiên cứu cũng thấy rằng việc nhắm bắn không phải là nhân tố chính gây ra thương vong. Mà trên thực tế lượng thương vong gây ra hầu hết bởi số lượng đạn được bắn ra. Các binh sĩ trang bị vũ khí tự động như súng tiểu liên hay súng trường công kích những đời đầu thường rất thích sử dụng chúng trong các cuộc chiến. Việc kết hợp các yếu tố trên đã dẫn đến kết luận rằng một loại vũ khí tầm gần với khả năng bắn nhanh là loại vũ khí quan trọng và hiệu quả nhất cho bộ binh.
Trong khi các nghiên cứu đang được phân tích thì đạn 7,62×51mm đã được giới thiệu như loại đạn tiêu chuẩn của quân đội NATO. Nó có thể sát thương trong phạm vi 500m. Trong lúc đó Anh cũng đang phát triển loại đạn 7×43mm (.280 British) cho loại súng trường EM-2 có thiết kế băng đạn gắn phía sau. Tuy nhiên do sức ép chính trị của Đảng Bảo thủ vốn đồng ý với việc thống nhất tiêu chuẩn với Liên Minh nên dự án đã phải dời lại vài năm trước khi được công bố. Tại Bỉ, các công ty sản xuất vũ khí nổi tiếng tại đó như FN Herstal đã tiến hành thử nghiệm với các loại đạn của Đức như 7.92x33mm Kurzpatrone. Tuy nhiên NATO đã buộc họ phải sử dụng loại đạn theo tiêu chuẩn chung nên đã tạo ra khẩu FN FAL, Thụy Sĩ đã giới thiệu khẩu SIG SG 510 vẫn sử dụng loại đạn súng trường của Thụy Sĩ nhưng đồng thời cũng chế tạo khẩu SIG 510-4 sử dụng loại đạn 7.62×51mm NATO. Bolivia và Chile đã thông qua khẩu SIG 510-4 như loại súng trường tiêu chuẩn của họ.

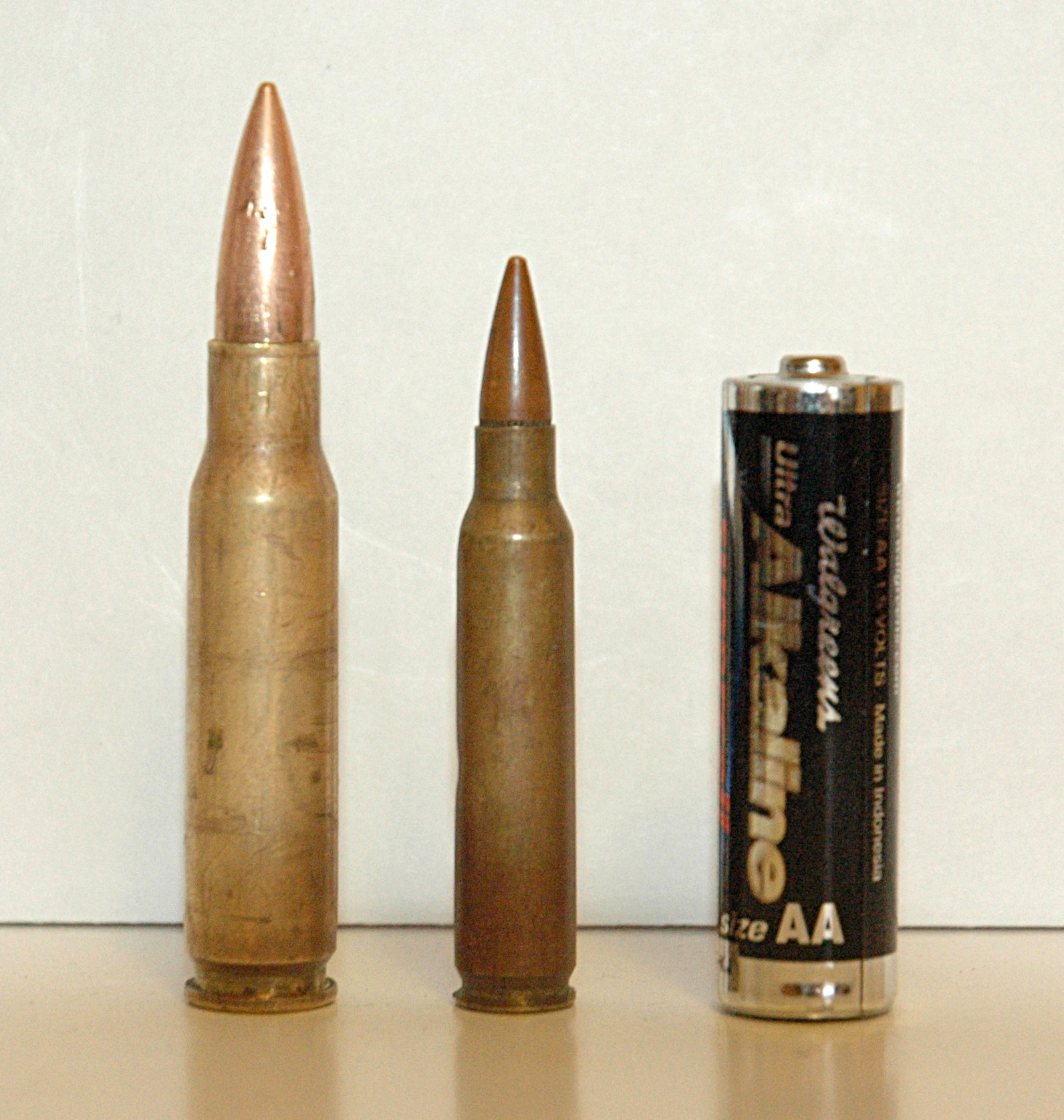
7.62x51mm và 5.56x45mm của NATO

Với sự xuất hiện của loại đạn 7.62x51mm, Hoa Kỳ đã tiến hành thiết kế khẩu M14 với hầu hết các thiết kế là của khẩu M1 Garand sử dụng trong chiến tranh thế giới thứ hai. Những thay đổi chính trong thiết kế là hộp đạn rời 20 viên cùng khả năng chọn chế độ bắn. khi các thử nghiệm ban đầu cho thấy sự hứa hẹn và các binh lính chuyên nghiệp đã chọn nó để sử dụng, tuy nhiên khả năng chọn chế độ bắn đã cho thấy nó không hiệu quả đối với những binh lính với kinh nghiệm trung bình. loại đạn 7.62m NATO này quá mạnh tạo ra một độ giật rất lớn khiến nó khó kiểm soát khi bắn ở chế độ tự động. Khi khẩu M14 được đưa vào sử dụng thì cũng là lúc Eugene Stoner tại ArmaLite đã phát triển một loại súng mới là AR-10 vẫn dùng loại đạn 7.62mm NATO. Khi thử nghiệm khả năng loại súng của Stoner, quân đội đã ra sắc lệnh cuối cùng xem xét nghiêm túc việc phát triển loại đạn có chiều dài trung bình và loại đạn 5.56x45mm NATO đã được tạo ra. Stoner đã thu nhỏ loại súng đó lại cho phù hợp với loại đạn mới và đặc tên mới là AR-15, mẫu mà cuối cùng được quân đội Hoa Kỳ sử dụng rộng rãi với tên là M16. Khẩu M16A1 được thấy sử dụng rộng rãi trong chiến tranh Việt Nam tuy nhiên do điều kiện môi trường nên nó thường xuyên bị kẹt đạn. Khẩu M16A2 được nâng cấp và cải tiến hơn đã được giới thiệu vào năm 1986 sử dụng loại đạn 5.56x45mm NATO do Bỉ nâng cấp với trọng lượng 4,0 g lõi thép xuyên loại đạn này còn được biết với tên SS109 hay M855. Mẫu mới của M16 là khẩu M4 Carbine.
Các loại đạn cỡ đạn nhỏ như 5.56x45mm và 5,45×39mm ít gây sát thương hơn các loại đạn có cỡ lớn hơn trước đó như 7.62x39mm. Tuy nhiên các viên đạn nhỏ thường có sơ tốc cao hơn, có đường đạn tốt hơn cũng như trọng lượng nhẹ hơn.
Các loại đạn nhỏ này gây ra tranh cãi kịch liệt trong khả năng gây sát thương của nó. Trong phạm vi và điều kiện nhất định loại đạn 5.56 mm và 5.45 mm sẽ đầu tiên là được bắn sau đó đâm xuyên vào mục tiêu và sát thương. Trong phạm vi dưới 91 m hay được bắn từ một nòng ngắn các loại đạn này hoàn toàn không thể gây sát thương vì nó không có đủ sơ tốc để làm việc đó. Nên các mục tiêu khi bị bắn trúng chỉ bị thương với độ lớn của vết thương khoảng.22 (gần bằng kích thước của đầu đạn) chứ không phải vết thương lớn hơn nhiều mà các loại đạn lớn hơn thường gây ra (lớn hơn so với kích thước của đầu đạn) nên khả năng tiêu diệt mục tiêu rất kém.
Loại đạn 7.62 mm được cho là có khả năng sát thương cao hơn nhiều và với trọng lượng lớn nó được xem là không thể dễ dàng bị lệch hướng hay mất ổn định cũng như khả năng tiêu diệt mục tiêu của nó đáng tin cậy hơn.

### Những năm 1970 đến 1990
Từ những năm 1970 đến 1990 các loại đạn nhỏ trở nên phổ biến và Nga cũng đã phát triển những khẩu AK-47 sử dụng loại đạn 5.45mm và phát triển loại đạn 5.45x39mm riêng dùng để xuất khẩu cho những nước thích sử dụng loại đạn nhẹ này thay cho AK-47 và AKM sử dụng loại đạn 7.62mm. Và nhiều thành tựu trong công nghệ đã được áp dụng nâng cấp cho thiết kế các loại vũ khí như vật liệu tổng hợp thay cho gỗ khiến nó trở nên nhẹ hơn, nhiều phiên bản của khẩu AK-47 trở nên hiệu quả hơn nhiều. Trung Quốc cũng đã phát triển loại đạn riêng là 5.8x42mm DBP87 để cạnh tranh với các loại đạn của Nga và NATO.

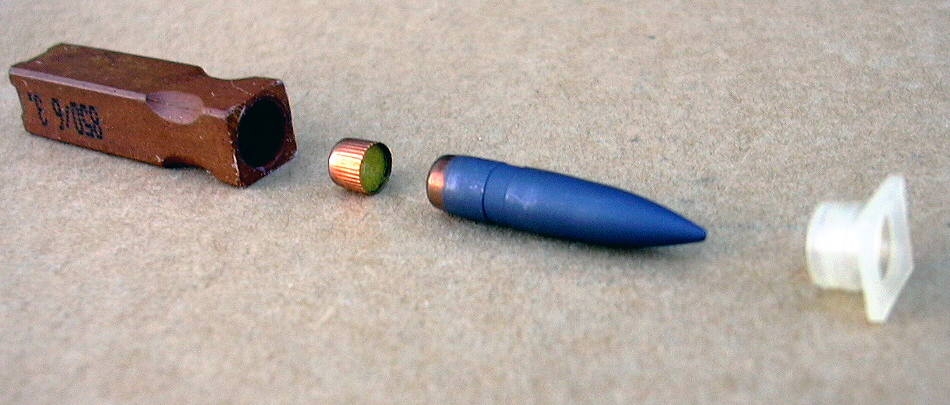
Đạn không có vỏ với khối hình chữ nhật dùng để nhét đầu đạn vào cũng chính là khối thuốc nổ để đẩy đầu đạn đi

Steyr AUG một trong những khẩu súng có thiết kế băng đạn sau cò súng thành công đầu tiên.

Một trong những phát triển đáng chú ý của đạn dược trong những năm 1970 và 1980 là loại đạn không có vỏ 4.73mm sử dụng trong khẩu Heckler & Koch G11 của Đức. Tuy nhiên do gặp vấn đề trong việc tản nhiệt sau khi bắn loại đạn không vỏ này nên loại súng này chưa bao giờ được mang ra sản xuất hàng loạt.
Các thiết kế mới đã áp dụng chia khẩu súng ra thành từng khối, hình dáng mới, có thể gắn thêm ống nhắm, thiết bị điện tử cùng với việc sử dụng các loại vật liệu mới. Có nhiều loại súng với thiết kế băng đạn sau cò súng đã được đưa vào sử dụng những năm 1970 đến 1990. Cho dù thiết kế băng đạn gắn phía sau đã có từ rất lâu. Khẩu EM-2 của Anh là một trong ít những khẩu có thiết kế loại này được mang ra sử dụng trên chiến trường đầu tiên. Ví dụ về các khẩu có thiết kế băng đạn sau cò súng là FAMAS, Steyr AUG, SA80, QBZ-95, OTs-14 Groza,.... Tất cả các khẩu này gần như toàn bộ được làm bằng vật liệu tổng hợp và nhựa, FAMAS và AUG có thể dùng được cả hai tay sau khi khắc phục nhược điểm về nơi phóng vỏ đạn ra sau khi bắn, AUG và SA80 có gắn ống nhắm tầm gần. Các khẩu như QBZ-95, SAR-21 và TAR-21 cũng được làm gần như hoàn toàn từ vật liệu tổng hợp.
Khẩu Heckler & Koch G36 của Đức và Tây Ban Nha có gắn ống nhắm hay bộ phận nhắm điểm đỏ cùng các bộ phận bao ngoài làm bằng vật liệu tổng hợp. Phiên bản nhỏ hơn là G36C có nòng nhỏ hơn, tay cầm ngắn hơn cùng với thanh răng để gắn các ống nhắm tiêu chuẩn cũng như có thể dễ dàng tháo ra.
Từ những năm 1990 các phụ kiện trang bị thêm cho súng được chú ý với sự xuất hiện nhiều các loại phụ kiện khác nhau được gắn trên các thanh răng. Điều này là do yêu cầu tăng tầm nhìn cũng như hiệu quả cho các lực lượng chống khủng bố, lược lượng phản ứng nhanh và lực lượng đặc nhiệm cũng như nhiều lực lượng khác muốn phát triển và nâng cấp các loại vũ khí cho riêng mình. Các phụ kiện có thể nói đến như đèn pin, nhắm laser, bộ phận hãm thanh, đèn hồng ngoại, hộp đạn tròn, báng súng gấp, cùng nhiều phụ kiện khác. Các phụ kiện này cũng có thể được sử dụng bởi dân thường.
Cùng với việc phát triển của các phụ kiện thì các súng trường công kích khác nhau cũng có thể được lắp ráp từ các khối phụ tùng khác nhau. Một số khẩu súng có thể hoàn toàn thay đổi vẻ ngoài khi gắn các hệ thống này. Hay có thể thay đổi cách hoạt động với việc chỉ cần thay thế bằng các bộ phận khác, chúng có thể chuyển từ một khẩu súng trường thành một khẩu Carbine dùng để chiến đấu tầm gần. Các nòng có thể tháo rời và thay thế một cách nhanh chóng với nhiều chiều dài khác nhau cũng bắt đầu xuất hiện ở một số loại súng, một số bộ công cụ cũng được làm ra để giúp các loại súng cũ có được khả năng chuyển đổi này. Ngoài ra cũng có thể thay đổi cỡ đạn sử dụng như bằng cách thay nòng mà không phải thay súng.

## So sánh các loại đạn của súng trường công kích dùng phổ biến
Nguồn:
| Cỡ đạn            | Thời điểm ra đời | Khối lượng đầu (gam) | Sơ tốc đầu nòng (m/s) | Động năng đầu nòng (J) | Chú thích |
| ----------------- | ---------------- | -------------------- | --------------------- | ---------------------- | --- |
| 7,62×39mm M43/M67 | 1943-1949        | 8                    | 710—730               | 2010-2130              | Ban đầu có kích thước 7,62x41mm, sau cải lại 7,62x39mm Có phiên bản đạn cận âm 7,62mm US nặng 12,5g và động năng 562J, dùng cho cacbin AKS bản giảm thanh. |
| 5,45×39mm M74     | 1974             | 3,43—3,68            | 880-890               | 1328-1430              | Có phiên bản đạn cận âm 7,62mm 7U1 nặng 5,2g và động năng 239J, dùng cho cacbin AKS-74UB bản giảm thanh. |
| 7,62×51mm NATO    | 1954             | 9,7-11,5             | 815-850               | 3380-3695              | Thực chất đây là đạn hạng nặng của súng bắn tỉa và súng trường cổ, cùng đẳng với 7,62x54mmR, nhưng trước năm 1979 thì đây là đạn tiêu chuẩn của NATO và các StG của châu Âu như FN FAL và Heckler & Koch G3 đều phải sử dụng. Vì vậy những súng này có khi được xếp vào loại battle rifle chứ không phải StG.           |
| 5,56×45mm NATO    | 1963-1979        | 3,5—5                | 895-991               | 1750-2000              | Loại đạn cỡ 5,56x45mm đầu tiên được dùng là .223 Remington trong súng M16A1, nhưng lúc đó cỡ đạn này không phải là đạn tiêu chuẩn của NATO. Đến cuối thập niên 197x, Bỉ thiết kế đầu đạn FN SS109 áp vào cỡ đạn 5,56x45mm, và năm 1979 loại 5,56x45mm mới dùng đầu đạn Bỉ chính thức trở thành đạn tiêu chuẩn của NATO. |